# A DAY WITH YOU
「A DAY WITH YOU」(ア デイ ウィズ ユー)は、UP-BEATのラストシングルである。

## 解説
- Best Melodies Seriesとして『A DAY』、『WITH』、『YOU』のアルバム3部作を構想していたが、解散のため完成させることができなくなり、それぞれのタイトルを冠して作成された。[1]なお、このうち『A DAY』のみ唯一、前年の1994年1月に『NAKED』の前作として発売されている。
- UP-BEATへのレクイエム。広石武彦の決意として書かれた曲。[1]
- PVが制作されているが、商品化されていない。
- カップリング曲「GLORY DAYS 〜天使の棲む街〜」は長らくアルバム未収録であったが、2022年発売のベストアルバム『BEAT-UP 〜UP-BEAT Complete Singles〜』に初収録となった。

## 収録曲
| 全作詞・作曲: 広石武彦、全編曲: UP-BEAT。 |                                 |          |            |      |
| #                                         | タイトル                        | 作詞     | 作曲・編曲 | 時間 |
| 1.                                        | 「A DAY WITH YOU」              | 広石武彦 | 広石武彦   | 4:39 |
| 2.                                        | 「GLORY DAYS 〜天使の棲む街〜」 | 広石武彦 | 広石武彦   | 4:43 |